# Scleromystax barbatus
Scleromystax barbatus è un pesce d'acqua dolce, appartenente alla famiglia Callichthyidae.

## Distribuzione e habitat
Proviene dai fiumi del Sud America, in particolare dal Brasile.

## Descrizione
Non supera i 9,8 cm di lunghezza. Presenta un corpo compresso sull'addome; la bocca è rivolta verso il basso. La colorazione è formata da un complesso reticolo di linee scure su sfondo giallastro, più intense sulla testa. Questo disegno continua anche sulle pinne.

## Riproduzione
Durante la fecondazione le uova vengono raccolte dalla femmina tra le pinne ventrali, poi abbandonate sul fondale, talvolta in buche scavate prima. Non ci sono cure verso di esse.

## Acquariofilia
Può essere allevato in acquario.